# ポール・ベズ
ポール・ベズ（Paul Baize, 1901年 - 1995年10月10日）は、フランスの小児科医で二重星の観測を専門とするアマチュア天文家である。
彼は1925年に二重星の観測を始めた。1933年から1971年の間は、パリ天文台での観測を許され、47年間で20,044回の観測を行った。1954年からは、国際天文学連合の第26委員会の情報誌にしばしば寄稿を行った。最後の寄稿は1993年、彼が92歳の時だった。
1989年、彼は太平洋天文協会からアマチュア功労賞を贈られた。小惑星(1591) ベズは、彼の名前にちなんで命名された。